# Giuliano Giannichedda
Giuliano Giannichedda est un footballeur italien, né le 21 septembre 1974 à Pontecorvo en Italie. Évoluant au poste de milieu défensif, il est particulièrement connu pour ses saisons à l'Udinese, à la Lazio et à la Juventus.
Il compte 3 sélections en équipe d'Italie.

## Carrière
- 1992-1995 : AS Sora  Italie
- 1995-2001 : Udinese Calcio  Italie
- 2001-2005 : Lazio Rome  Italie
- 2005-2007 : Juventus FC  Italie
- 2007-2008 : AS Livourne  Italie[1],[2]

## Palmarès
- Vainqueur de la Coupe Intertoto en 2000 avec l'Udinese
- Vainqueur de la Coupe d'Italie en 2004 avec la Lazio
- Champion d'Italie de Serie B en 2007 avec la Juventus